# Seznam poljskih smučarskih tekačev
Seznam poljskih tekačev na smučeh.

## A
- Jan Antolec

## B
- Dominik Bury
- Kamil Bury

## D
- Wanda Dubieńska
- Mariusz Dziadkowiec-Michoń

## G
- Sebastian Gazurek

## H
- Mateusz Haratyk

## J
- Sylwia Jaśkowiec

## K
- Weronika Kaleta
- Paweł Klisz
- Justyna Kowalczyk
- Maciej Kreczmer
- Kornelia Kubińska

## L
- Mateusz Ligocki
- Józef Łuszczek

## M
- Paulina Maciuszek
- Izabela Marcisz
- Konrad Motor

## S
- Monika Skinder
- Maciej Staręga
- Jan Staszel
- Agnieszka Szymańczak